# Ulica Edmunda Calliera w Poznaniu
Ulica Edmunda Calliera (do 1918 r. niem. Robert-Koch-Strasse, 1939-1945 E.T.A.-Hoffmann-Strasse)  jest to ulica leżąca na Łazarzu, na obszarze jednostki pomocniczej Osiedle Św. Łazarz w Poznaniu, łącząca ul. Kolejową i Łukaszewicza. Powstała około 1900 roku, gdy dotychczasową wieś Łazarz włączono do Poznania, co wiązało się z intensywną zabudową jej obszarów.

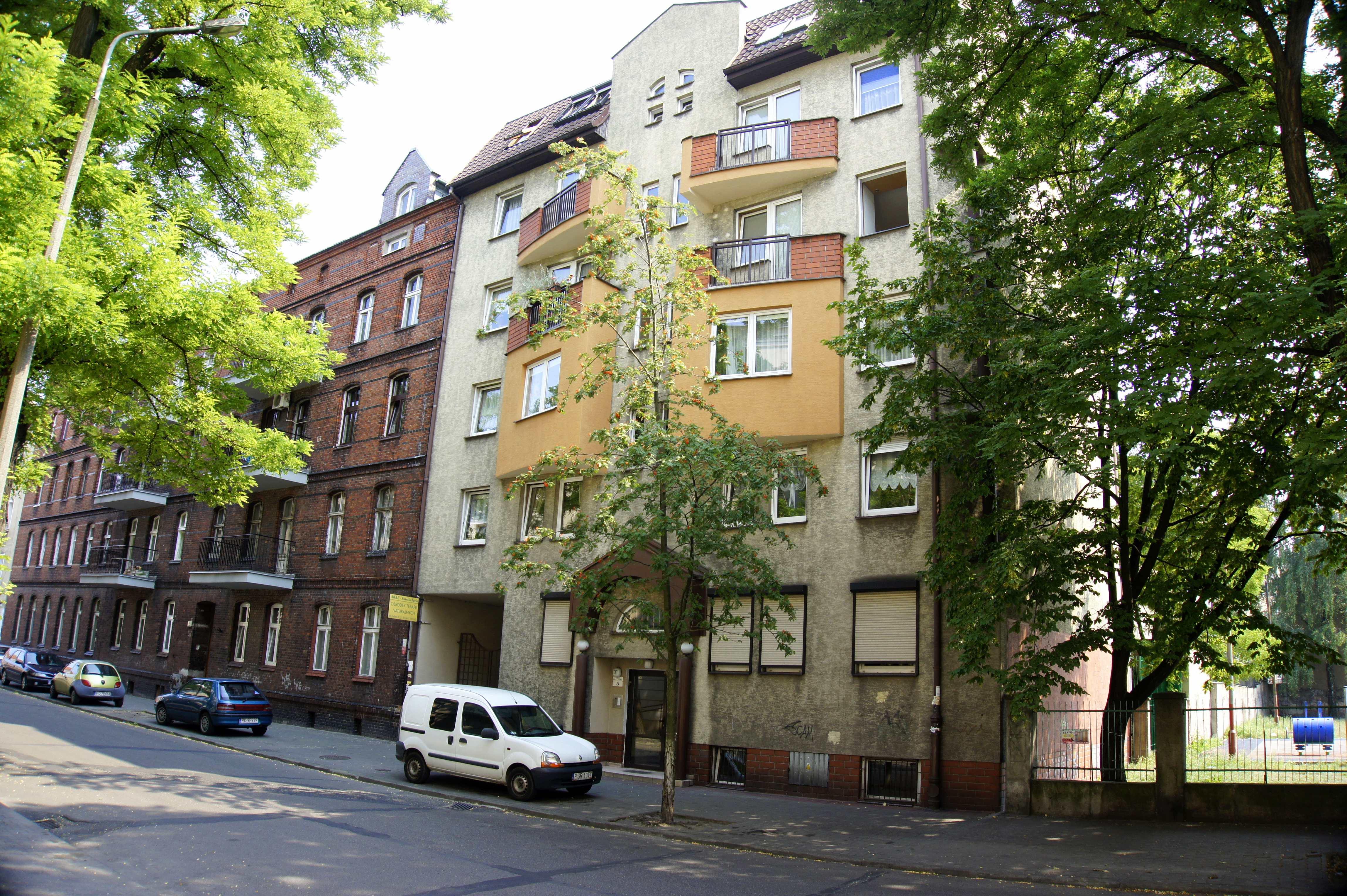
Południowa pierzeja ulicy z postmodernistycznym budynkiem nr 5

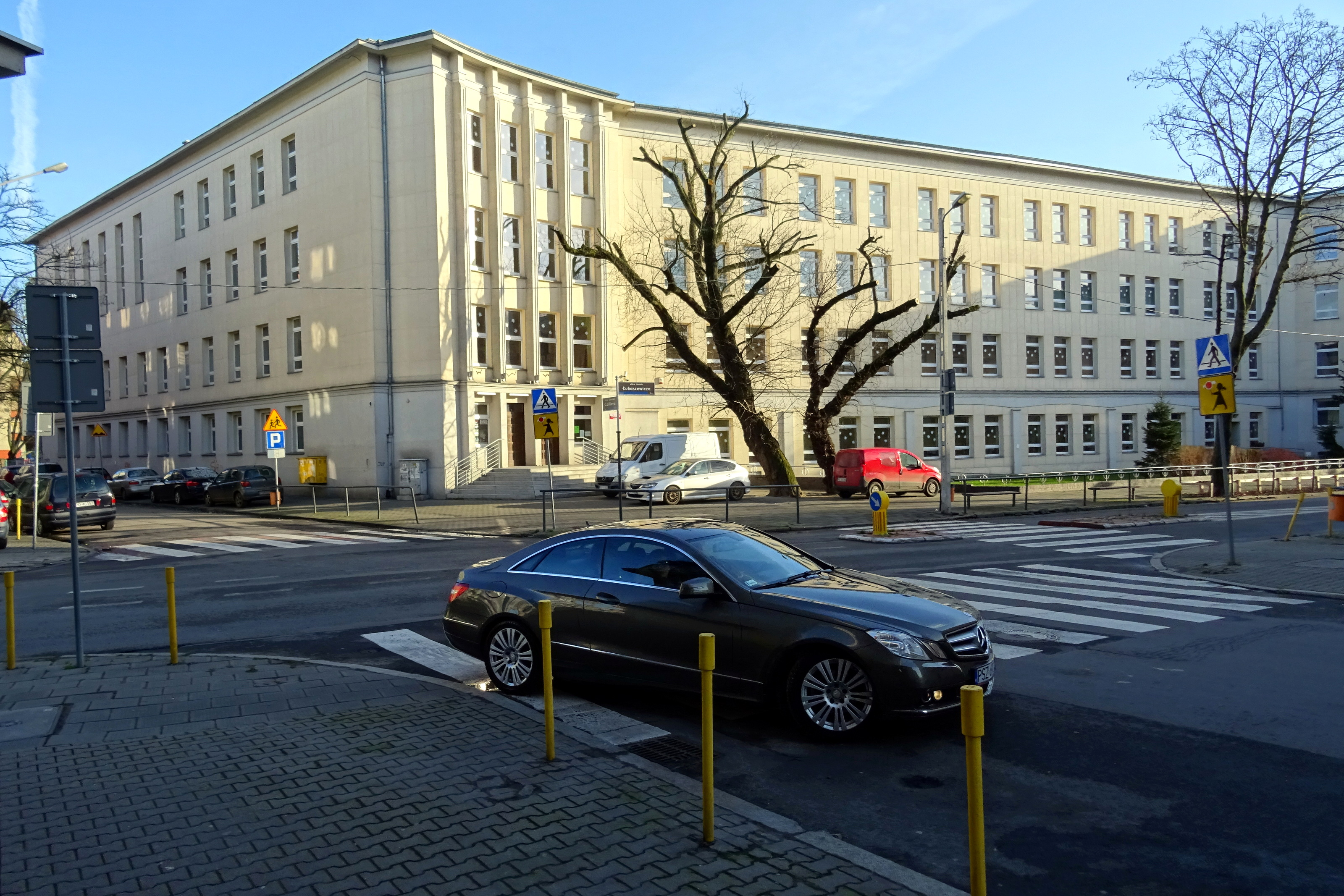
Socrealistyczny budynek Szkoły Podstawowej nr 9 u zbiegu ulic Calliera i Łukaszewicza

Dom nr 3, z czerwonej cegły, pochodzi z początku XX w.; blok nr 4-8, jest typowo socrealistyczny z lat 50. XX w., 2 sąsiednie budynki powstały po 1935 r. Znaczną część południowej strony ulicy zajmuje Szkoła Podstawowa nr 9, tu też wzniesiono pod nr 5, współczesną plombę mieszkalną z końca XX w.